# Luis Antonio Calvo
Luis Antonio Calvo (Gámbita, Santander, 28 de agosto de 1882 - Agua de Dios, Cundinamarca, 22 de abril de 1945) fue un compositor colombiano, considerado uno de los más importantes en la historia musical del país.

## Biografía
Desde niño mostró un gran interés por la música. Cuando aún era muy joven, su familia fue abandonada por su padre. A los nueve años, se trasladó junto a su madre y su hermana Florinda a Tunja, en busca de mejores oportunidades. Allí trabajó como mensajero en la tienda de Pedro León Gómez, quien tocaba el piano y fue su primer iniciador en el instrumento. Posteriormente, estudió piano con el maestro Tomás Posada. Ingresó a la Banda Departamental de Boyacá como platillero, luego pasó a tocar el bombo y, tras cuatro años, fue ascendido a ejecutante de bombardino por decisión del gobernador. Durante ese tiempo, también estudió violín. En esta época compuso su primera obra, Livia, reconocida por su belleza armónica y considerada una de sus mejores composiciones.
En 1905, la familia se trasladó a Bogotá, y el 11 de mayo de ese año Calvo ingresó al ejército, acogiéndose a una ley del presidente Rafael Reyes Prieto, incorporándose a la banda militar como tercer pistón. Su salario inicial de 50 pesos fue reducido a 25 tras un decreto gubernamental que también lo degradó de rango, empeorando su ya difícil situación económica. Intentó obtener una beca para estudiar en la Academia de Música, pero no lo logró por falta de recomendaciones. Se dedicó entonces a la composición e instrumentación de piezas para la banda, incluyendo la instrumentación de Livia, que finalmente pudo interpretar con la agrupación. Dos años después, un nuevo decreto le restituyó su grado y salario, y fue ascendido por su talento. Finalmente fue admitido en la Academia de Música, donde completó su formación bajo la tutela del maestro Guillermo Uribe Holguín. Estudió violonchelo y se familiarizó con la escuela musical rusa, así como con composiciones francesas y alemanas.
El 14 de octubre de 1916 fue diagnosticado con la enfermedad de Hansen (lepra) por el doctor Carlos Tirado Macías. El 12 de mayo de ese año fue recluido en el lazareto de Agua de Dios, donde compuso la mayor parte de su obra. Como despedida, recibió un homenaje en el Teatro Colón. Los padres salesianos, encargados del lazareto, le ofrecieron alojamiento para él y su familia. Posteriormente, la ciudadanía bogotana le obsequió un piano, lo que lo llevó a enfocarse casi exclusivamente en dicho instrumento.
El 18 de octubre de 1942 contrajo matrimonio con Ana Rodríguez, quien vivía en el lazareto acompañando a una hermana enferma. Falleció el 22 de abril de 1945 a las 3 de la tarde en el sanatorio de Agua de Dios, víctima de un ataque de uremia. Algunas fuentes sostienen que su lepra había sido curada años antes, pero esto no ha podido confirmarse debido a que su historial clínico fue destruido, junto con varias de sus composiciones. Sus obras fueron grabadas por la BBC de Londres y se realizaron conciertos en su honor en París.

## Obras
La obra de Luis Antonio Calvo comprende una vasta cantidad de composiciones en diversos géneros, tanto nacionales como internacionales. Debido a su prolífica producción, es difícil presentar un listado exhaustivo. A continuación, se enumeran algunas de sus obras más destacadas o reconocidas:

### Intermezzos
- Intermezzo n.º  1
- Intermezzo n.º  2 Lejano Azul (1916)
- Intermezzo n.º  3
- Intermezzo n.º  4

### Composiciones religiosas
- Arpa mística: recopilación poco conocida en Colombia, es un libro de música religiosa compuesto para la iglesia salesiana. Fue distribuido internacionalmente, obteniendo reconocimiento especialmente en Italia. Esta obra fue recientemente rescatada, grabada y difundida en YouTube por el pianista colombiano Lezlye Berrio.[3]

### Danzas
- Livia
- Aire de afuera
- Malva loca
- Añoranzas
- Perla del Ruiz
- Rubia espiga
- Madeja de luna
- Ruth
- Adiós Bogotá
- Simpatía
- Emilia II
- Qué delicia
- Gacela
- María Elena

### Himnos

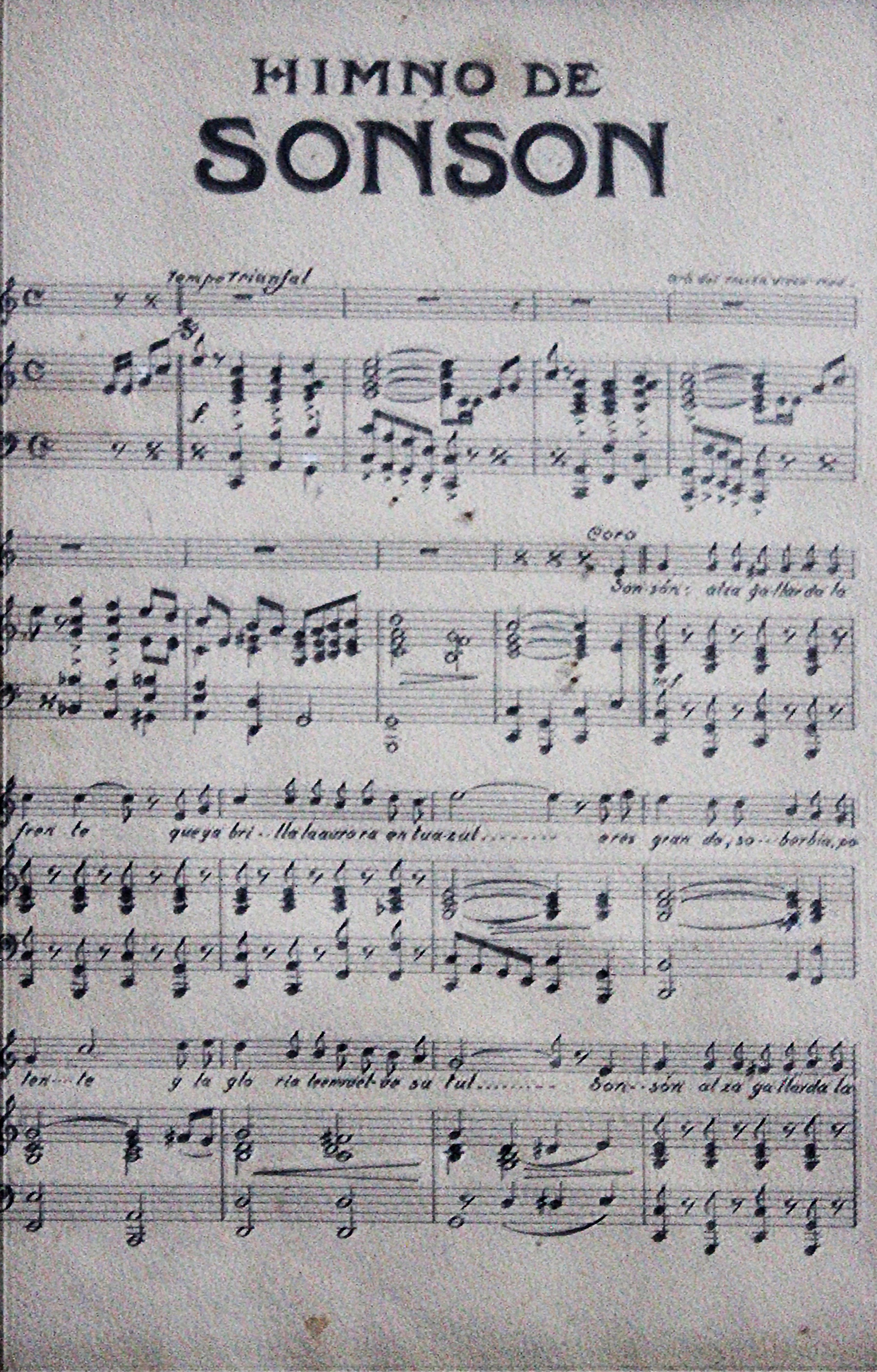
Partitura para voz y piano del Himno de Sonsón, de 1925.

- Entre naranjos (conocido en Estados Unidos por su uso en desfiles del Ejército; publicado el 31 de enero de 1931)
- Himno de Pereira (con letra de Julio Cano)
- Himno de Manizales (con letra del presbítero Dr. Sotomayor, escrito en el aniversario 75 de la ciudad)
- Himno de Sonsón (con letra de Nicolás Bayona Posada; según la prensa de la época, el 26 de mayo de 1926 autorizó a su amiga Julia Bayer a reclamar el premio del concurso)
- Himno al Superior de la Comunidad Salesiana
- Himno al Colegio Santo Tomás de Aquino
- Himno a la Banda de la Marina de los Estados Unidos de América
- Himno de la Escuela Nacional de Enfermeras

### Canciones
- Amapola
- Iris
- Gitana
- Libélula
- Nochebuena en Agua de Dios
- En la playa
- Cuando caigan las hojas
- Lamentos de primavera
- Linda puedes morir

### Bambucos
- El republicano
- Rosas de la alborada
- Yerbecita de mi huerto (también conocida como Hierbecita de mi huerto)
- Ricaurte
- Gentil Montaña

### Pasillos
- Blanquita
- Genio alegre
- Noel
- Trébol agorero
- Entusiasmo
- Emmita
- Arroyito que murmuras
- El tolimense

### Valses
- Diana triste
- Eclipses de belleza
- El buen tono
- Encanto
- Chavita
- Cromos
- Anhelos
- Amor de artista
- Noche de abril
- Aminta
- Secretos
- Siguiendo tus pasos
- Soñando amores

### Marchas
- Gentlemen (compuesta para la Banda de la Marina de los Estados Unidos de América)
- Eligia (preferida por el capitán Taylor Branson, director de la Banda Marcial de la Marina de EE. UU., quien era amigo del médico estadounidense Dean, benefactor del maestro)
- Marcha nupcial
- Apolo
- Cupido

### Pasodobles
- Nueva Granada
- Imperio Argentino

### Tangos
- Bella Argentina
- Blanca
- Princesita de Ávila
- La estrella del Caribe

### Gavotas
- Cecilia

### Caprichos
- Cartagena

Además, compuso alrededor de cincuenta piezas para piano, obras escolares, canciones religiosas, tres melodramas y una opereta.

## Homenajes

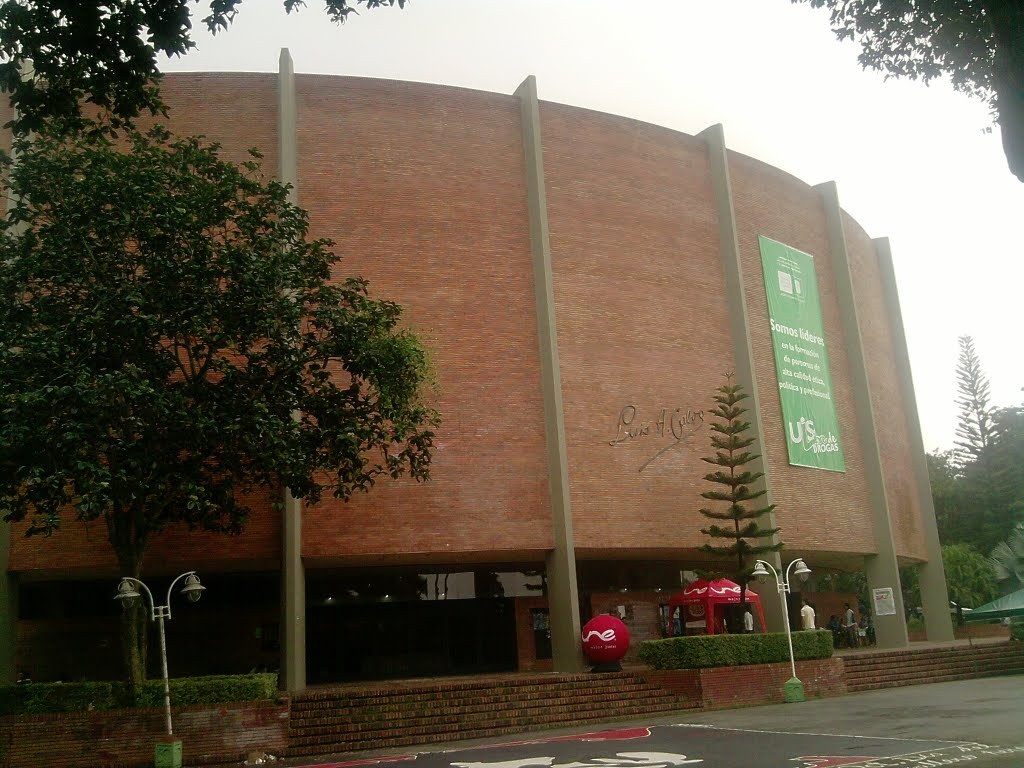
Auditorio Luis A. Calvo, Universidad Industrial de Santander, Bucaramanga.

En 1982, el rector de la Universidad Industrial de Santander, Orlando Díaz Gómez, bautizó el auditorio principal de la institución como Auditorio Luis A. Calvo, en su honor.
La Facultad de Artes ASAB de la Universidad Distrital Francisco José de Caldas nombró su academia de cursos de extensión como Academia Luis A. Calvo - ALAC.